# Conseil scolaire francophone provincial de Terre-Neuve-et-Labrador
Le Conseil scolaire francophone de Terre-Neuve-et-Labrador (CSFP) gère les cinq écoles francophones de Terre-Neuve-et-Labrador, au Canada.

## Histoire
La péninsule de Port-au-Port est le berceau de la communauté franco-terreneuvienne et l'Association des Terre-neuviens français est fondée à Cap-Saint-Georges en 1971. La Fédération des francophones de Terre-Neuve et du Labrador est fondée en 1973. La première école francophone est inaugurée à La Grand'Terre en 1984. Une première entente entre le gouvernement du Canada et la communauté francophone est signée en 1995. Le droit des francophones à un conseil scolaire est reconnu l'année suivante par le gouvernement provincial. Une entente sur la gestion des écoles francophone est signée en 1997 entre le gouvernement fédéral et le gouvernement provincial. Le CSFP est créé en 1998.

## Écoles
| Nom                     | Ville                  | Année d'ouverture | Classes               | Nombre d'élèves | Personnel (dont enseignants) | Directeur(trice)   |
| ----------------------- | ---------------------- | ----------------- | --------------------- | --------------- | ---------------------------- | ------------------ |
| Centre éducatif l'Envol | Labrador City          | 1998              | Maternelle-12e année, |                 | 10 (5)                       | Marie-Josée Murray |
| École Boréale           | Happy Valley-Goose Bay | 2010              | Maternelle-12e année, |                 | 9 (5)                        | Jean-Pierre Arbour |
| École Sainte-Anne       | La Grand'Terre         | 1984              | Maternelle-12e année, |                 | 16 (9)                       | Dwight Cornect     |
| École Notre-Dame du Cap | Cap-Saint-Georges      |                   | [ note 1 ]            |                 | 15 (7)                       | Candace Cornect    |
| École des Grands-Vents  | Saint-Jean             | 2004              | Maternelle-12e année, |                 | 19 (12)                      | Dominique Martin   |

## Admissibilité
Selon l'article 113 de la Loi scolaire, seul le CSFP peut opérer une école francophone. En vertu de l'article 23 de la Charte canadienne des droits et libertés, adopté en 1982, les ayants droit à l'éducation en français sont soit les citoyens canadiens dont la première langue apprise et encore comprise est le français, soit ceux qui ont reçu leur instruction, au niveau primaire, en français au Canada, soit ceux dont un enfant a reçu ou reçoit son instruction, au niveau primaire ou secondaire, en français au Canada. Un enfant anglophone peut étudier dans une école du CSFP si ses parents sont des ayants droit mais l'école peut exiger une participation active des parents dans la promotion de la langue et de la culture francophone à la maison, lui fournissant un encadrement en contrepartie. Un parent anglophone peut inscrire son enfant dans certaines circonstances mais doit alors obtenir la permission du CSFP et de son conseil scolaire anglophone. Finalement, un parent allophone peut inscrire son enfant s'il y a une école du CSFP dans sa région.